# William Hawthorne
William Rede Hawthorne (* 22. Mai 1913 in Newcastle-upon-Tyne; † 16. September 2011) war ein britischer Luftfahrtingenieur, der mit Frank Whittle an der Entwicklung des ersten militärisch einsetzbaren Düsenantriebs in Großbritannien beteiligt war.
Hawthorne war der Sohn eines Bauingenieurs aus Belfast, besuchte die Westminster School in London und studierte Mathematik und Ingenieurwesen an der Universität Cambridge (Trinity College) mit dem Abschluss 1934. Danach war er zwei Jahre bei Babcock & Wilcox, unterbrochen vom Aufenthalt am Massachusetts Institute of Technology, wo er über laminare und turbulente Flammen forschte (wofür er zwei Jahre später einen Sc.D. erhielt). Ab 1940 war er bei der Royal Aircraft Establishment in Farnborough und wurde zu Frank Whittle abgestellt, der in seiner Power Jets Ltd. in Lutterworth an Düsentriebwerken arbeitete. 1941 war er wieder in Farnborough als Leiter der neu aufgestellten Abteilung Gasturbinen. 1944 war er in Washington D.C. bei der British Air Commission und 1945 wurde er stellvertretender Direktor für Engine Research beim British Ministry of Supply. 1946 wurde er Associate Professor und 1948 Westinghouse Professor für Maschinenbau am MIT. Von 1951 bis 1980 war er der erste Hopkinson and Imperial Chemical Industries Professor of Applied Thermodynamics an der Universität Cambridge, wo er mit John Horlock das Turbomachinery Laboratory gründete. Von 1968 bis 1973 war er Leiter der Abteilung Ingenieurwesen in Cambridge und von 1968 bis 1983 war er Master des Churchill College.
1955 wurde er Fellow der Royal Society, deren Royal Medal er 1982 erhielt, insbesondere für Forschung zur inneren Aerodynamik von Gasturbinen. 1970 wurde er CBE. Hawthorne wurde 1950 in die American Academy of Arts and Sciences gewählt, 1965 in die National Academy of Sciences.
Er war Amateur-Zauberer und von 1970 bis 1990 Präsident des Pentacle Club. Er befasste sich auch viel mit Energieeinsparungen, war dazu in offiziellen Komitees und entwickelte einen flexiblen Leichter für Flüssigkeitstransport auf dem Wasser (Dracone).